# Ralph Macchio
Ralph George Macchio (Huntington, 4 novembre 1961) è un attore, regista e produttore televisivo statunitense.
La sua fama è legata al ruolo di Daniel LaRusso nella serie di film The Karate Kid in coppia con Pat Morita. Dopo aver girato altri film di buon successo negli anni novanta (come Mio cugino Vincenzo) Macchio è quasi scomparso dalle scene, apparendo saltuariamente in qualche episodio di serie TV. Nel 2018 torna sulla cresta dell'onda, tornando a interpretare Daniel LaRusso nella serie Cobra Kai.

## Biografia
Primo dei due figli di Rosalie De Santis e Ralph George Macchio Sr., è nato in una famiglia italoamericana: i suoi antenati paterni (il cui cognome originario è "Macchia") sono originari di Villanova del Battista in provincia di Avellino, mentre i suoi antenati materni sono originari della provincia di Bari. Lui stesso ha dichiarato di avere anche origini napoletane e greche. Ralph Macchio ha iniziato la sua attività negli anni settanta come attore in serie televisive tra le quali figura anche La Famiglia Bradford. Nel 1983 ha esordito nel film diretto da Francis Ford Coppola I ragazzi della 56ª strada, con Patrick Swayze, Matt Dillon, Emilio Estevez, C. Thomas Howell, Rob Lowe e Tom Cruise. Questo film gli permise nel 1984 di essere scelto per il primo Karate Kid diventando uno dei più famosi giovani attori degli anni ottanta.
Nel mezzo della trilogia ha recitato in Crossroads (Mississippi Adventure nella edizione distribuita in Italia), interpretando il ruolo di "Talent Boy" Eugene Martone, un giovane chitarrista italo-americano di estrazione classica innamorato del blues. È nota la scena finale di questo film, il duello chitarristico tra Eugene e Jack Butler (impersonato dal guitar hero Steve Vai), un chitarrista rock che ha venduto l'anima al diavolo: Eugene, quasi sconfitto, riesce a prevalere sull'avversario con un brano di stile classico (Eugene's Trick Bag, scritto ed eseguito dallo stesso Steve Vai e ispirato al Capriccio Op. 1 #5 di Niccolò Paganini). Nella stessa sequenza le mani del protagonista sono in realtà quelle del famoso chitarrista statunitense Ry Cooder.
Nel 1987 si è sposato con Phyllis Fierro, un'infermiera, con la quale ha avuto due figli: Julia (1992) e Daniel (1996).
Nel 1992 ha interpretato l'ultimo film importante come attore: Mio cugino Vincenzo con Joe Pesci e Marisa Tomei. Nella commedia è Billy Gambini, che viene ingiustamente accusato di omicidio e difeso vittoriosamente dal cugino Vincenzo (Joe Pesci), avvocato alla sua prima causa e dai modi grotteschi. Il film fa uso degli stereotipi sugli italo-americani dell'area della città di New York.
Nel 2002 Ralph Macchio regista ha girato il cortometraggio Love Thy Brother, con il quale ha vinto due premi, come miglior regista al Long Island International Film Expo e come miglior corto allo Stony Brook Film Festival.
Nel 2010, quasi in concomitanza con l'uscita del remake The Karate Kid - La leggenda continua, ha ironicamente interpretato sé stesso in uno sketch realizzato per il noto sito satirico statunitense "Funny or Die", presentando un finto documentario autobiografico intitolato Wax off, fuck off, in cui fa dell'autoironia la sua arma vincente.
Nel 2013 è stato guest star, interpretando sé stesso, nell'episodio The Bro Mitzvah dell'ottava stagione di How I Met Your Mother, insieme con William Zabka, il suo antagonista nel film Karate Kid.
Nel 2018 Macchio ha interpretato di nuovo Daniel LaRusso nella serie TV Cobra Kai, il sequel della trilogia di Karate Kid. In questo capitolo della saga affianca il protagonista William Zabka che veste nuovamente anch'egli i panni del rivale Johnny Lawrence.
Nel 2024 ha fatto parte del video del brano The Karate Kid tratto dall'album Moon music della band Coldplay.

## Filmografia

### Cinema
- Up the Academy, regia di Robert Downey Sr. (1980)
- I ragazzi della 56ª strada (The Outsiders), regia di Francis Ford Coppola (1983)
- Per vincere domani - The Karate Kid (The Karate Kid), regia di John G. Avildsen (1984)
- Teachers, regia di Arthur Hiller (1984)
- Mississippi Adventure (Crossroads), regia di Walter Hill (1986)
- Karate Kid II - La storia continua... (The Karate Kid Part II), regia di John G. Avildsen (1986)
- Ultimi echi di guerra (Distant Thunder), regia di Rick Rosenthal (1988)
- Karate Kid III - La sfida finale (The Karate Kid Part III), regia di John G. Avildsen (1989)
- Too Much Sun, regia di Robert Downey Sr. (1990)
- Mio cugino Vincenzo (My Cousin Vinny), regia di Jonathan Lynn (1992)
- Vado a vivere a New York (Naked in New York), regia di Daniel Algrant (1993)
- Dizzyland, regia di Dennis Hackin (1998) (cortometraggio)
- Il segreto di NIMH 2 - Timmy alla riscossa (The Secret of NIMH 2: Timmy to the Rescue), regia di Dick Sebast (1998) (voce)
- Un pezzo di paradiso (Can't Be Heaven), regia di Richard Friedman (2000)
- The Office Party, regia di Chiara Edmands (2000) (cortometraggio)
- Popcorn Shrimp, regia di Christopher Walken (2001) (cortometraggio)
- A Good Night to Die, regia di Craig Singer (2003)
- Beer League, regia di Frank Sebastiano (2006)
- Rosencrantz and Guildenstern Are Undead, regia di Jordan Galland (2009)
- Wax On, Fuck Off, regia di Todd Holland (2010) (cortometraggio)
- Hitchcock, regia di Sacha Gervasi (2012)
- Max nella città degli scacchi, regia di Evan Oppenheimer (2014)
- Lost Cat Corona, regia di Anthony Tarsitano (2017)
- A Dog and Pony Show, regia di Demetrius Navarro (2018)
- Karate Kid: Legends, regia di Jonathan Entwistle (2025)

### Televisione
- La famiglia Bradford (Eight Is Enough) – serie TV, 19 episodi (1980-1981)
- Dangerous Company – film TV (1982)
- CBS Afternoon Playhouse – serie TV, episodio 4x02 (1982)
- High Powder – film TV (1982)
- Un anno per morire (The Three Wishes of Billy Grier) – film TV (1984)
- The Last P.O.W.? The Bobby Garwood Story – film TV (1992)
- Oltre i limiti (The Outer Limits) – serie TV, episodio 5x05 (1999)
- Entourage – serie TV, episodio 2x03 (2005)
- Ugly Betty – serie TV, 11 episodi (2008-2009)
- Law & Order: Criminal Intent – serie TV, episodio 9x15 (2010)
- Happily Divorced – serie TV, episodi 2x12-2x13 (2012)
- Robot Chicken – serie TV animata, episodio 6x15 (2013) (voce)
- How I Met Your Mother – serie TV, episodio 8x22 (2013)
- Psych – serie TV, episodi 5x13-8x03 (2010-2014)
- The Deuce - La via del porno (The Deuce) – serie TV, 5 episodi (2017)
- Kevin Can Wait – serie TV, episodi 2x21-2x22 (2018)
- Cobra Kai - serie TV, 65 episodi (2018-2025)

## Doppiatori italiani
Nelle versioni in italiano nelle opere in cui ha recitato, Ralph Macchio è stato doppiato da:
- Fabio Boccanera in La famiglia Bradford, Per vincere domani - The Karate Kid, Karate Kid II - La storia continua..., Karate Kid III - La sfida finale, Psych, Karate Kid: Legends
- Riccardo Rossi in I ragazzi della 56ª strada
- Marco Guadagno in Teachers
- Giorgio Borghetti in Mississippi Adventure
- Fabrizio Vidale in Mio cugino Vincenzo
- Dimitri Riccio in Law & Order: Criminal Intent
- Daniele Giuliani in Hitchcock
- Federico Zanandrea in How I Met Your Mother
- Giorgio Perno in Cobra Kai
- Paolo Vivio in The Deuce - La via del porno